# 尿素循环
尿素循环（urea cycle），也称鳥氨酸循环（ornithine cycle）是许多哺乳类动物的一个生物化学反应过程，由氨（NH3）生成尿素（(NH2)2CO）。尿素循环将高毒性氨转化为尿素排泄。这是人们第一个发现的代谢循环（汉斯·克雷布斯（Hans Krebs）和于1932年发现），比三羧酸循环的发现还早五年。
尿素循环学说是1932年，由汉斯·克雷布斯等人通过鼠肝切片体外试验结果提出的。後來为赖特纳等人完善。
在哺乳动物中，尿素循环主要发生在肝脏中，而小範圍发生在肾脏中。但在鸟类和陆生蜥蜴中，转换得出的产物却是尿酸。鱼类并不需要转换氨，它们的身体直接与水接触，通过简单的扩散即可实现氨的清除。 
尿素的生成场所是肝细胞（hepatocyte）。循环一部分发生在线粒体內，另一部分发生在細胞質内，因此过程中需要转运。

## 功能
生物通常不能迅速方便的除去氨，必須將其轉換為一些其他物質，如尿素或尿酸，它們毒性更小。尿素循环反应将含氮的代谢产物，主要是將毒性較強的氨，转为較為無害的尿素或尿酸，前者会通过肾随尿液排出。尿素循环的不足发生在某些遗传性疾病（遗传性代谢缺陷），并且发生在肝功能衰竭。肝功能衰竭的结果是含氮废物，主要是氨的积累，从而导致肝性脑病。

## 反应
尿素循环包含五个反应：2个在线粒体中，3个在细胞质中。循環轉換兩個氨基（分别來自氨和天冬胺酸）和一個来自HCO3−的碳原子，消耗四個“高能”磷酸鍵（3ATP水解成2ADP和1AMP），產生相對無毒的代谢產物尿素经尿排出体外。
鳥氨酸是這些碳和氮原子的載體。
| 步骤 | 反应物                  | 产物                     | 催化酶 | 场所   |
| ---- | ----------------------- | ------------------------ | ------ | ------ |
| 1    | NH3 + HCO3− + 2ATP      | 氨甲酰磷酸 + 2ADP + Pi   | CPS1   | 线粒体 |
| 2    | 氨甲酰磷酸 + 鸟氨酸     | 瓜氨酸 + Pi              | OTC    | 线粒体 |
| 3    | 瓜氨酸 + 天冬氨酸 + ATP | 精氨基琥珀酸 + AMP + PPi | ASS    | 细胞质 |
| 4    | 精氨基琥珀酸            | Arg + 延胡索酸           | ASL    | 细胞质 |
| 5    | 精氨酸 + H2O            | 鸟氨酸 + 尿素            | ARG1   | 细胞质 |

尿素循环反应

因此，尿素循環的總方程式為：

尿素循环，循环一部分发生在线粒体內，另一部分发生在細胞質内。

- NH3 + CO2 + 天冬氨酸 + 3 ATP + 2 H2O → 尿素 + 延胡索酸 + 2 ADP + 2 Pi + AMP + PPi

因為延胡索（fumarate）是通過從天冬氨酸（aspartate）除去NH3（by means of reactions 3 and 4）, 而且 PPi + H2O → 2 Pi，方程式可如下簡化：
- 2 NH3 + CO2 + 3 ATP + H2O → 尿素 + 2 ADP + 4 Pi + AMP

## 线粒体内的级联反应
| CPS I反应（通过氨基甲酰磷酸合成酶I催化）: 1. 碳酸氢盐会被磷酸化成为羧基磷酸，这也是它的激活过程（第一个消耗三磷酸腺苷反应） 2. 羧基磷酸的磷酸基团分离後，氨基会加入，产物是氨基甲酸盐。 3. 氨基甲酸盐会被磷酸化激活（第二个消耗ATP反应）。 |

产物是氨基甲酰磷酸，它将作为循环胞浆部分的原料。但线粒体膜上并不存在将它运输到胞浆的转运蛋白，所以氨基甲酰磷酸会通过鸟氨酸-瓜氨酸的转化，达到离开线粒体到达胞浆的目的。 
这两种氨基酸都是非蛋白质alpha-L-氨基酸。两者的区别正是一个氨基甲酸残基。氨基甲酰磷酸脱磷酸候会被转到鸟氨酸上，产物是瓜氨酸。催化的酶是氨甲酰基转移酶（Ornithin-Carbamoyl-Transferase）。
瓜氨酸会通过瓜氨酸转移酶到达胞浆。

## 胞浆内的级联反应
瓜氨酸在胞浆会与天冬氨酸反应生成精氨基琥珀酸，催化的酶是精氨基琥珀酸合酶，反应消耗ATP。
精氨基琥珀酸分解成为延胡索酸和精氨酸，催化的酶是精氨基琥珀酸裂解酶。
在最後一步反应中，精氨酸酶催化精氨酸到鸟氨酸的反应。反应中消耗一分子水。